# 피막 (1980년 영화)
"피막"(The Hut)은 한국에서 제작된 이두용 감독의 1980년 드라마 영화이다. 유지인 등이 주연으로 출연하였고 김화식 등이 제작에 참여하였다.

## 출연

### 주연
- 유지인
- 남궁원
- 김윤경
- 황정순

### 조연
- 한태일
- 최성호
- 박종설

## 기타
- 조명: 차정남
- 녹음: 손인호
- 미술: 김유준
- 의상: 이해윤
- 소품: 우종삼
- 효과: 손효신

## 수상 경력
- 1981년 제20회 대종상 남우주연상《피막》